# Bakończyce
Bakończyce – dawna wieś, obecnie część miasta, południowo-wschodnia dzielnica Przemyśla.
Pierwsze pisane wzmianki o Bakończycach pochodzą z XIV wieku, kiedy węgierski starosta zarządzający okręgiem założył tutaj zwierzyniec. Po włączeniu tych ziem do Polski tereny te stanowiły własność królewską i wchodziły w skład okręgu przemyskiego. Z biegiem czasu zwierzyniec został zlikwidowany i przekształcony w rolniczy folwark. Zbudowano tam również dwór obronny. W XVII wieku Bakończyce były pustoszone przez Tatarów, Kozaków, Szwedów i Siedmiogrodzian, co uniemożliwiło rozwój gospodarczy miejscowości.
W XVIII wieku Bakończyce stanowiły letnią rezydencję starosty przemyskiego. W 1778, po I rozbiorze Polski, teren Bakończyc został sprzedany przez zaborczy rząd austriacki wojewodzie bełskiemu Ignacemu Cetnerowi, którego rodzina wkrótce otrzymała od dworu wiedeńskiego tytuł hrabiowski. Ignacy Cetner zapisał Bakończyce swoim bratankom, a w wyniku podziału w 1814 przypadły one Andrzejowi Cetnerowi, który przyczynił się do powstania okazałego ogrodu otaczającego dwór. Po jego bezpotomnej śmierci Bakończyce otrzymała jego bratanica Eleonora Mniszchowa. Jej synowie Jerzy i Andrzej sprzedali majątek w 1854 Konstantemu Czartoryskiemu, który przekazał go swojemu synowi.
Na mocy kontraktu z 16 lutego 1868 całość klucza bakończyckiego obejmującego Bakończyce, Jaksmanice, Brylińce, Nehrybkę, Krówniki i Pikulice nabył od Adama Konstantego Czartoryskiego Hieronim Adam Lubomirski. W 1875 Hieronim poślubił Felicję z Markiewiczów, z którą często przebywał w Bakończycach, gdzie urodził się ich syn Jerzy Ignacy Lubomirski. W 1885 architekt krakowski Maksymilian Nitsch na zlecenie Hieronima Lubomirskiego zaczął budować w Bakończycach okazały pałac. Prace budowlane trwały do 1887, lecz z powodu braku dostatecznych środków rezydencja nie została wewnątrz wykończona. Pałac został zaprojektowany na planie prostokąta z przylegającymi do niego ryzalitami i basztami, tarasem oraz wieżą z glorietą widokową. Miał dwie kondygnacje i około trzydziestu pomieszczeń. Całość wykonana została w stylu eklektycznym, łącząc elementy neobarokowe, neogotyckie i neoromańskie. Pałac i pobliskie oficyny otaczał siedmiohektarowy park z prostokątnym stawem z okrągłą wyspą. Nieopodal funkcjonował folwark nastawiony na hodowlę koni oraz browar.
Na mocy testamentu Hieronima Lubomirskiego po jego śmierci właścicielką Bakończyc wraz z gruntami o powierzchni 4370 ha stała się jego córka Karolina. W okresie I wojny światowej Bakończyce znalazły się w obrębie Twierdzy Przemyśl. Działania wojenne spowodowały pożar pałacu, w wyniku którego zniszczeniu uległ dach. Z powodu braku środków finansowych pałac nigdy nie został doprowadzony do stanu zgodnego z zamierzeniami właścicieli.
Po wybuchu II wojny światowej Bakończyce wraz z pałacem zajęły wojska radzieckie, a następnie wojska niemieckie. Karolina Lubomirska zmarła bezpotomnie w roku 1940 w Charzewicach. Ostatnim nominalnym właścicielem dóbr stał się Jerzy Ignacy Lubomirski, lecz nigdy nie objął ich w faktyczne posiadanie.
Na terenie dzielnicy znajdują się: fort N XXI „Bakończyce", pałac Lubomirskich, oraz stacja kolejowa Przemyśl Bakończyce.